# Pádraig Harrington
Pour les articles homonymes, voir Harrington.
Pádraig Harrington, né le 31 août 1971 à Ballyroan, est un golfeur irlandais qui passe professionnel en 1995. Sa plus belle performance est une victoire lors du British Open 2007 sur le parcours de Carnoustie en Écosse. Il conserve son titre un an plus tard sur le parcours du Royal Birkdale Golf Club en Angleterre. Lors du championnat de la PGA 2008, il devance Sergio Garcia et Ben Curtis par deux coups pour remporter ce tournoi une première fois en carrière et un troisième titre en Grand Chelem.

## Biographie
Fils de Patrick "Paddy" Harrington, membre de la Garda Síochána, police de l'Irlande et grand sportif (football gaélique à Cork, boxeur, hurleur et handicap 5 au golf), il est né à Ballyroan, dont deux autres golfeurs professionnels de renom sont également issus, Paul McGinley et Peter Lawrie.
Il connait une carrière amateur pleine de succès, remportant la Walker Cup en 1995, compétition par équipe opposant le Royaume-Uni et l'Irlande aux États-Unis. Il passe ensuite professionnel à la fin de cette même année, et obtient sa carte pour rejoindre le circuit européen pour la saison suivante.
Il remporte dès sa première année son premier titre sur ce circuit, l'Open d'Espagne, mais, ensuite, il échoue de nombreuses fois à la deuxième place, ce qui lui donne une étiquette de « loser au grand cœur et au petit bras ». Durant cette période, son meilleur résultat lors d'un tournoi du grand chelem est une cinquième place lors de l'Open britannique 1997 disputé sur le Old Course de St Andrews. C'est en 2000 qu'il renoue avec la victoire, remportant deux victoires sur ce circuit. Il termine également une nouvelle fois dans le Top 5 d'un grand chelem, lors de l'US Open.
Au cours des années suivantes, il remporte chaque année au moins un tournoi sur le circuit européen. Il fait également ses premiers pas sur le circuit américain. Ses premiers résultats marquants sont deux deuxièmes places, en 2003 et 2004, sur l'un des plus prestigieux tournois du circuit, le The Players Championship. Sa première victoire sur le circuit a lieu en 2005 lors du The Honda Classic, tournoi où il bat Vijay Singh et Joe Ogilvie en play-off. Plus tard dans la saison, il remporte le Barclays Classic devançant l'Américain Jim Furyk.
Il remporte enfin son premier majeur lors de l'Open britannique de 2007 disputé à Carnoustie en Écosse. Lors de ce tournoi, il possède six coups de retard à l'entame du dernier tour sur Sergio García, qui mène depuis le début du tournoi. Celui-ci a encore la possibilité de remporter son premier majeur s'il réussit le par sur le dernier trou. Mais un  bogey l'envoie en play-off, play-off de quatre trous remporté de un coup par l'Irlandais.
La saison suivante, il commence sa série de tournois du grand chelem par une cinquième place au Masters. En juillet, et malgré un poignet douloureux, il doit défendre son titre lors de l'Open britannique. Celui-ci, disputé sur le Royal Birkdale de Southport en Angleterre, voit un ancien numéro un mondial, le « requin blanc » australien Greg Norman le devancer au matin du dernier tour de deux coups. Harrington remporte finalement le tournoi, devançant l'Anglais Ian Poulter de quatre coups. Il obtient également sa meilleure place, troisième, à l'Official World Golf Ranking.
Le dernier majeur de la saison, l'USPGA se dispute sur le parcours de Oakland Hills. Une nouvelle fois, il commence le dernier tour avec du retard, trois coups, sur le leader Ben Curtis. García rate l'occasion de prendre la tête en envoyant sa balle dans l'eau sur le 16e trou. Harrington devance García et Curtis de deux coups, remportant son deuxième majeur consécutif. Il devient le quatrième joueur à réaliser le doublé Open britannique - USPGA après Walter Hagen en 1924, Nick Price en 1994 et Tiger Woods en 2000 et 2006. Il est surtout le premier européen depuis 1930 et l'Écossais Tommy Armour à ajouter son nom au palmarès de l'USPGA.
Ses excellents résultats en Majeur lors de cette saison 2008, trois Top 5, lui valent de terminer à la première place du PGA Player of the Year, puis d'être élu PGA Tour Player of the Year. Il est également élu Player of the year du circuit européen, titre qu'il avait déjà obtenu l'année précédente.

### Ryder Cup
Depuis 1999, Harrington est devenu un membre important de l'équipe européenne de Ryder Cup. Pour sa première participation, il apporte 1 point et demi en trois rencontres à son équipe, qui est devancée par les États-Unis sur le score de 14 ½ à 14 ½. Lors de l'édition suivante, la Ryder Cup 2002, l'Europe remporte la victoire sur le score 15 ½ à 12 ½, Harrington remportant une victoire pour deux défaites. L'Europe, sous la direction de l'Allemand Bernhard Langer, conserve son trophée lors de la Ryder Cup 2004 disputée sur le parcours de Oakland Hills aux États-Unis, sur le score sans appel de 18 ½ à 9 ½. Harrington dispute cinq rencontres, avec quatre victoires et une défaite. L'édition 2006 voit de nouveau l'Europe, dont le capitaine est le Gallois Ian Woosnam, conserver son trophée. Cependant, Harrington est moins en réussite, subissant quatre défaites pour une seule victoire. L'Anglais Nick Faldo compte beaucoup sur lui lors de l'édition 2008 pour que l'Europe conserve son bien. Mais les cadres européens, dont Harrington, ne sont pas au rendez-vous et les États-Unis renouent avec la victoire. Harrington subit trois défaites pour une seule victoire.
Harrington est choisi pour la Ryder Cup 2010 par le capitaine Colin Montgomerie. Il est aligné lors du Fourball avec Luke Donald face à une paire de rookies (première participation en Ryder Cup), Bubba Watson et Jeff Overton. Les Américains prennent l'avantage dès le premier trou et remportent la partie sur le score de 3 et 2. Le lendemain, il est realigné avec Ross Fisher face à Phil Mickelson et Dustin Johnson lors des Foursomes. La paire européenne remporte son match par 3 et 2. Cette paire est de nouveau reconduite pour la troisième session lors d'une rencontre de Fourballs. Opposés à la paire Dustin Johnson et Jim Furyk, Harrington et Fisher remportent cette partie sur le score de deux et un. Les trois trous remportés par les Européens le sont par Fisher. Lors des simples, disputés pour la première fois de l'histoire de la Ryder Cup le lundi en raison des conditions climatiques, il est opposé à Zach Johnson. Il concède les deux premiers trous, puis après être revenu à égalité, il perd cinq des huit trous suivants pour être mené 5 up. Il remporte ensuite deux trous consécutifs mais une égalité sur le trou 16 termine la partie sur le score de trois et deux. La victoire de Graeme McDowell lors de la dernière partie permet à l'Europe de remporter la Ryder Cup sur le score 14,5 à 13,5. Sur un plan individuel, l'Irlandais apporte 2 points, avec deux victoires et deux défaites.
Vice-capitaine durant les trois dernières éditions, il est désigné capitaine de l'équipe Européenne le 8 janvier 2019 pour la prochaine Ryder Cup 2020. Il succède donc à Thomas Bjørn et ira défier chez eux l'équipe américaine.